# جبريل فاسكونسيلوس
جبريل فاسكونسيلوس (بالإسبانية: Gabriel Monteiro Vasconcelos)‏ (15 مارس 1996 ببورتو فاليو في البرازيل - ) هو لاعب كرة قدم بوليفي في مركز الهجوم. لعب مع نادي كورينثيانز.

## وصلات خارجية
- جبريل فاسكونسيلوس على موقع قاعدة بيانات كرة القدم.إي يو (الإنجليزية)
- جبريل فاسكونسيلوس على موقع Soccerway.com (الإنجليزية)